# Івиця Барбарич
Івиця Барбарич (хорв. Ivica Barbarić, нар. 23 лютого 1962, Меткович) — югославський та хорватський футболіст, що грав на позиції півзахисника.

## Клубна кар'єра
Розпочав грати у клубі «Вележ» в сезоні 1982/83 . У сезоні 1985/86 він здобув з командою Кубок Югославії, а в сезоні 1986/87 став віце-чемпіоном Югославії. Всього в команді провів сім сезонів.
У 1989 році перейшов у «Реал Бургос». У першому сезоні 1989/90 виграв з командою Сегунду і вийшов у Ла Лігу. У вищому іспанському дивізіоні дебютував 2 вересня 1990 року в матчі проти «Кадіса», в якому забив єдиний гол у матчі. Загалом виступав за клуб у Прімері два сезони до кінця сезону 1991/92. Після цього виступав у Сегунді за «Расінг», «Бадахос» та «Альмерію». У 1996 році він закінчив свою кар'єру.

## Виступи за збірну
24 серпня 1988 року провів єдину гру у складі національної збірної Югославії у товариському матчі проти Швейцарії (2:0). У тому ж році він був включений у заявку команди на літні Олімпійські ігри у Південній Кореї. На олімпійському турнірі, він зіграв три матчі.

## Тренерська кар'єра
По завершенні ігрової кар'єри працював асистентом головного тренера у «Альмерії», а згодом відправився у Боснію і Герцеговину, де був головним тренером клубів «Зриньські» та «Широкі Брієг», а також недовгий час 2009 року був асистентом головного тренера місцевої національної збірної. Разом з «Широкі Брієгом» він виграв чемпіонат (2006) та Кубок Боснії та Герцеговини (2007).
З 2009 року працював у Японії з клубами «Ехіме» та «Консадолє Саппоро», а на початку 2017 року знову недовго попрацював зі «Зриньські». Згодом став асистентом Ранко Поповича у індійському «Пуне Сіті»

## Досягнення

### Як гравця
- Віце-чемпіон Югославії: 1987
- Володар Кубка Югославії: 1986

### Як тренера
- Чемпіон Боснії і Герцеговини: 2006
- Володар кубка Боснії і Герцеговини: 2007